# Dioon spinulosum
Dioon spinulosum es una cycada endémica de los acantilados de piedra caliza y laderas rocosas en las selvas tropicales de Veracruz y Oaxaca, en México.

## Descripción
Es una de las cícadas más altas, creciendo hasta 12 metros de altura. El árbol se encuentra desde elevaciones bajas hasta los 300 m sobre el nivel del mar.
Dioon spinulosum prefiere un suelo bien drenado con agua regularmente. Crece en suelos que contienen pocos nutrientes, en suelos ricos en caliza, y en las laderas. 
Dioon spinulosum tiene hojas pinnadas que alcanzan hasta unos 1.5 a 2.1 m de longitud y salen del tronco. Los 120-240 foliolos en cada hoja son pequeños y planos, tienen pequeñas espinas y disminuyen hasta un punto agudo.

## Taxonomía
Dioon spinulosum fue descrita por Dyer ex Eichler  y publicado en Garten-Zeitung. Monatsschrift für Gärtner un Gartenfreunde 1883: 411. 1883.

## Nombres comunes
- coyolito de cerro, palma de chicle, palma de chicalite, palma de Dolores, chicalito, coyolillo.[5]